# Всюду есть небо
«Всюду есть небо» — советский фильм 1966 года режиссёра Николая Мащенко.

## Сюжет
Таня — маленькая девочка, которая замкнулась в себе из-за трагического случая — погиб её отец, военный лётчик, в мирное время, во время испытательного полёта. Тоска маленькой девочки по отцу становится невыносимой, она даже бегает смотреть на пролетающие мимо самолеты, в надежде, что наконец-то увидит там папу, но тот все не возвращается. Однажды в жизни Тани появляется майор Лукьянов, ему очень быстро удаётся сдружиться с Таней. Найдя в нём друга, девочка приглашает его домой и знакомит со своей мамой. Но тревога закрадывается в детскую душу: ведь Лукьянов тоже — лётчик, только не «№ 33» как был её отец, а «№ 57»…

## В ролях
- Светлана Нагорная — Таня
- Инна Выходцева — мама Тани
- Евгений Гвоздёв — Василий Павлович Лукьянов, майор, военный летчик

В эиходах: Василий Фущич, Алим Федоринский и другие.

## Съёмки
В фильме можно видеть сверхзвуковые самолёты МиГ-21. Главный консультант фильма — В. А. Колесник, полёты для съёмок осуществлял лётчик 1-го класса майор Орест Поляков.

## Критика
Один из ранних фильмов режиссёра Николая Мащенко, в котором, как отмечено критикой позже: «он еще только нащупывал свой будущий стиль» (киновед А. И. Липков), но этот фильм, по словам киноведа И. С. Корниенко, уже «свидетельствовал о возмужании таланта режиссера, о его счастливом даре поэтического восприятия современности».